# Carsten Schröder
Carsten Schröder (* 1531/32 in Lunden; † 26. September 1615 ebenda) war ein deutscher Bauer und Chronist.

## Leben und Wirken
Die Namen von Schröders Eltern sind unbekannt. Unter den ersten Ratsherren von Lunden ist im Jahr ein Namens Jürgen Schröder verzeichnet. Das Landregister von 1650 verzeichnet in Lunden neben Carsten Schröder auch die Witwe und Tochter eines Claus Schröder. Sein Lebenslauf ist fast nur durch die von ihm verfasste Chronik dokumentiert. Er selbst kam aus Dithmarschen und schrieb explizit, dass sein Bruder in Lunden geboren so, was auch sein Geburtsort gewesen sein dürfte.
Während ähnliche Chronisten wie Johann Russe oder Hans Detleff eine höhere Schulbildung erhielten, beherrschte Schröder nicht die lateinische Sprache und verfasste seine Texte niederdeutsch. Während der Letzten Fehde stand er auf Dithmarschener Seite an einem der Geschütze. 1560 und 1588 lebte er nachweislich in Lunden und besaß zunehmend mehr Land. 1566 konnte er von seinen Einkünften in Lübeck ein großes Altarbild erwerben, das er der nach einem Brand 1559 wiederaufgebauten Kirche von Lunden schenkte. 1572 hatte er gemeinsam mit Boie Nanne Denker, der später Landvogt von Norderdithmarschen wurde, das Amt „Kirchenbaumeisters“ (Rechnungsführers) inne. Bei seinem Tod dürfte er der letzte Mann aus Dithmarschen gewesen sein, der am Krieg des Jahres 1559 teilgenommen hatte.
Schröder war verheiratet mit einer Frau namens Heine, die am 29. August 1610 starb. Das Ehepaar hatte bezeugt eine Tochter, die Philipp Struck heiratete.

## Chronik
Ab ungefähr 1570 beschäftigte sich Schröder mit der Historie seiner Heimat. Er schrieb zunächst Korrekturen zur „Holsteinischen Chronica“, die Johann Petersen 1557 geschrieben hatte. Danach erstellte er Abschriften der fragmentarischen Dokumentensammlung von Johann Russe und notierte danach regelmäßig Geschehnisse in seinem Lebensumfeld.
Schröder arbeitete wie andere bäuerliche Chronisten seiner Zeit und schuf Dokumente von vergleichbarem wissenschaftlichen Wert. Er berichtete über zeitlich und räumlich eng begrenzte Geschichtsabschnitte und arbeitete dabei zuverlässiger als gelehrte Chronisten wie Peter Sax oder Anton Heimreich. Für den Bereich Dithmarschen stellten Schröders Notizen die einzigen Quellen dar, auf die Neocorus bei seinen Arbeiten zurückgreifen konnte. Schröder machte Neocorus seine Arbeiten wahrscheinlich Ende der 1590er Jahre zugänglich, führte sie aber bis zu seinem Todesjahr fort.
Von besonderer Bedeutung in Schröders Chronik sind die Abschnitte, die er erst spät schrieb und die formal deutlich von den anderen Eintragungen abweichen. Es handelte sich um eine kurze Beschreibung der inneren Organisation des Freistaats Dithmarschen und der historischen Geschlechterverfassung. Die Anregung dafür hatte er vermutlich durch Neocour und dessen Interesse an historischen Themen bekommen.